# Trałowce projektu 1258
Trałowce redowe projektu 1258 – seria trałowców redowych konstrukcji radzieckiej z okresu zimnej wojny. Nosiły niejawną nazwę kodową typu Korund, a w kodzie NATO oznaczone były jako Yevgenya. Budowane od lat 60. do lat 80. dla marynarki ZSRR, a także w wersji eksportowej 1258E dla licznych krajów, w łącznej liczbie 92 okrętów.

## Historia
Trałowce projektu 1258 zostały zaprojektowane dla marynarki ZSRR w Centralnym Biurze Konstrukcyjnym 19 (CKB-19, ros. ЦКБ-19) pod kierunkiem W. Blinowa. Zaliczano je do drugiego pokolenia radzieckich powojennych trałowców. Klasyfikowane jako trałowce redowe (ros. riejdowyj tralszczik), przeznaczone były do niszczenia min w rejonach przybrzeżnych, na redach portów i w ujściach rzek. W ZSRR projekt ten otrzymał niejawną nazwę kodową typu Korund (Корунд). W kodzie NATO oznaczone zostały jako typ Yevgenya. W ich konstrukcji przywiązano wagę do redukcji pól fizycznych dla zmniejszenia zagrożenia wybuchem min, przez zmniejszenie wyporności, budowę kadłuba z włókna szklanego i kompozytów oraz stopów lekkich.

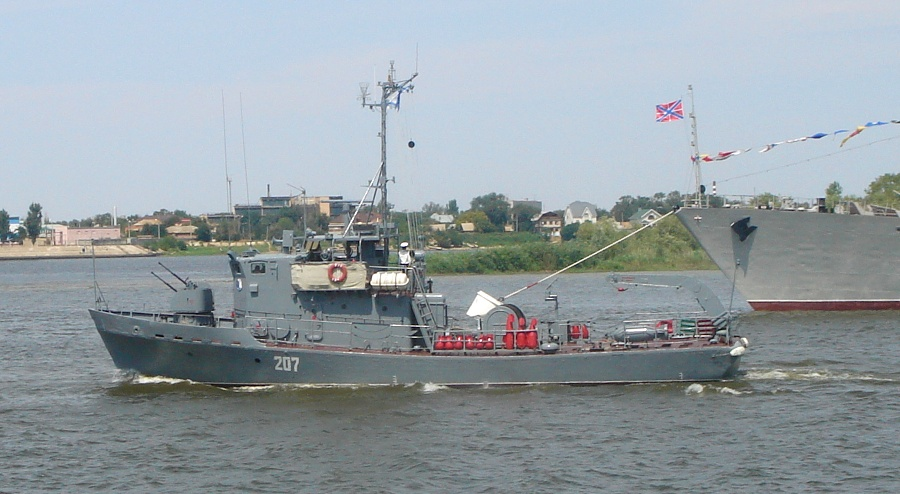
RT-71 Flotylli Kaspijskiej

Pierwszy okręt RT-300 został zbudowany w Leningradzkim Zakładzie Morskim i wszedł do służby w 1967 roku. Kolejne okręty budowano już w Stoczni Środkowonewskiej (ros. Sriednie-Niewskij Sudostroitielnyj Zawod) w Leningradzie, a wchodziły do służby od 1969 roku. Okręty te budowano długi czas bez większych zmian i ostatnie oddano w 1984 roku. Ogółem powstało ich 52 według podstawowego projektu dla marynarki ZSRR, a nadto 40 według nieco zmodyfikowanego projektu eksportowego 1258E (cyrylica: 1258Э), z czego trzy ostatnie przejęła w 1985 roku marynarka ZSRR.

## Dane taktyczno-techniczne

### Opis ogólny i kadłub
Okręty miały gładkopokładowy kadłub wykonany z kompozytu z włókna szklanego. Pokład na dziobie miał silny wznios i nadburcie, dziobnica była wychylona, a rufa pawężowa. Kadłub miał dno podwójne na całej długości i dzielił się grodziami poprzecznymi na osiem przedziałów wodoszczelnych. Elementy szkieletu, fundamenty pod maszyny i grodzie wykonane były z lekkich stopów aluminiowo-magnezowych. Okręt dostosowany był do działania w warunkach użycia broni masowego rażenia. Dwukondygnacyjna nadbudówka z oszklonym zakrytym pomostem dowodzenia była wysunięta do przodu, a na jej dachu, pośrodku długości okrętu, był pojedynczy maszt palowy. Okręty pozbawione były komina. Na śródokręciu, za nadbudówką, była obudowana wciągarka trałowa, a pokład rufowy zajęty był przez wyposażenie trałowe.
Wyporność standardowa okrętów proj. 1258 wynosiła 88,3 ton, a pełna 91,3 ton. Długość całkowita okrętów wynosi 26,1 m, a na linii wodnej 24,2 m, zaś szerokość 5,4 m (na linii wodnej 5,3 m). Średnie zanurzenie wynosi 1,38 m. Załogę stanowiło 10 ludzi, w tym jeden oficer.

### Napęd
Siłownię stanowiły dwa silniki wysokoprężne 3D-12 o mocy po 300 KM (łącznie 600 KM). Ponadto okręty miały silnik pomocniczy małej prędkości K-757 o mocy 80 KM. Silniki mieściły się we wspólnym przedziale (nr 5). Napędzały dwie śruby o stałym skoku w dyszach. Prędkość maksymalna wynosiła 12 węzłów. Zasięg przy prędkości ekonomicznej 10 w wynosił 300 mil morskich. Autonomiczność wynosiła 3 doby.

### Uzbrojenie
Uzbrojenie obronne stanowiły dwie sprzężone armaty przeciwlotnicze kalibru 25 mm 2M-3M. Na wczesnych okrętach były zamiast nich dwa karabiny maszynowe kalibru 14,5 mm w stanowisku 2M-7, lecz następnie były zamieniane na działka 25 mm. Półodkryte stanowisko działek umieszczone było na pokładzie dziobowym. Obronę przeciwlotniczą dopełniała podwójna wyrzutnia samonaprowadzających się na podczerwień pocisków przeciwlotniczych bliskiego zasięgu Strieła-2M z 15 pociskami. Okręty mogły przenosić 4 miny i 12 bomb głębinowych w przypadku zadań zwalczania okrętów podwodnych, albo ładunki wydłużone.

### Wyposażenie
Okręty posiadały komplet trałów do niszczenia różnych rodzajów min: trał kontaktowy MT-3U, trał akustyczny AT-6 i trał elektromagnetyczny SEMT-1. Zamiast trałów okręty mogły przenosić holowaną platformę elektromagnetyczną do wykrywania i niszczenia min IU-2 (iskatiel-unicztożytiel) lub platformę do obserwacji telewizyjnej dna i wykrywania min IT-1 (iskatiel telewizjonnyj). Na samej rufie był charakterystyczny żuraw do obsługi wyposażenia trałowego. Energię elektryczną zapewniały dwa generatory wysokoprężne po mocy po 50 kW. Generatory mieściły się w 6. przedziale, za maszynownią. Okręty miały radar nawigacyjny Kiwacz, natomiast nie posiadały stacji hydrolokacyjnej.

## Służba
Trałowce redowe projektu 1258 wchodziły w skład Marynarki Wojennej ZSRR od końca lat 60. XX wieku, oddawane do służby w miarę budowania kolejnych okrętów do 1984 roku, w liczbie ogółem 52 jednostek. Otrzymywały tylko oznaczenia alfanumeryczne ze skrótem RT (cyrylica: РТ), od rosyjskiej nazwy klasy (riejdowyj tralszczik). W 1985 roku przejęto jeszcze trzy okręty eksportowego projektu 1258E (RT-46, 214, 236). Były przydzielane do wszystkich czterech flot Marynarki ZSRR, a także Flotylli Kaspijskiej.
Pierwsze trałowce radzieckie zaczęto wycofywać ze służby pod koniec lat 80. XX wieku. Po rozpadzie ZSRR zostały początkowo przejęte przez Marynarkę Wojenną Federacji Rosyjskiej, lecz w latach 90. większość złomowano. RT-136 i 473 z Flotylli Kaspijskiej w 1992 roku zostały przekazane Azerbejdżanowi. W ramach podziału Floty Czarnomorskiej jeden trałowiec „Henicześk” (eks RT-214) przejęła w 1996 roku Ukraina. W 2018 roku w Rosji pozostawały w służbie cztery trałowce (RT-41, 46, 71, 236).
Dalsze 37 jednostek projektu 1258E zbudowano na eksport: sześć dla Indii, pięć dla Kuby, cztery dla Nikaragui, po trzy dla Wietnamu, Południowego Jemenu, Północnego Jemenu, Syrii, Iraku, Mozambiku i po dwie dla Bułgarii i Angoli. Według dokładniejszych źródeł, Bułgaria otrzymała w latach 1976–88 cztery okręty (numery burtowe 65 do 68).